# Crimplesham
 (juillet 2023).
Crimplesham est une paroisse civile et un village du Norfolk, en Angleterre.